# Гравитационные волны

Поляризованная гравитационная волна

Гравитацио́нные во́лны — изменения гравитационного поля, распространяющиеся подобно волнам. Излучаются движущимися массами, но после излучения отрываются от них и существуют независимо от этих масс. Математически связаны с возмущением метрики пространства-времени и могут быть описаны как «рябь пространства-времени».
В общей теории относительности и в некоторых других теориях гравитации гравитационные волны порождаются движением массивных тел с переменным ускорением. Гравитационные волны свободно распространяются в пространстве со скоростью света. Ввиду относительной слабости гравитационных сил (по сравнению с прочими) эти волны имеют весьма малую величину, с трудом поддающуюся регистрации.
Гравитационные волны предсказываются общей теорией относительности (ОТО). Впервые они были непосредственно обнаружены в сентябре 2015 года двумя детекторами-близнецами обсерватории LIGO, на которых были зарегистрированы гравитационные волны, возникшие, вероятно, в результате слияния двух чёрных дыр и образования одной более массивной вращающейся чёрной дыры. Косвенные свидетельства их существования были известны с 1970-х годов — ОТО предсказывает совпадающие с наблюдениями темпы сближения тесных систем двойных звёзд за счёт потери энергии на излучение гравитационных волн. Прямая регистрация гравитационных волн и их использование для определения параметров астрофизических процессов является важной задачей современной физики и астрономии.
В рамках ОТО гравитационные волны описываются решениями уравнений Эйнштейна волнового типа, представляющими собой движущееся со скоростью света (в линейном приближении) возмущение метрики пространства-времени. Проявлением этого возмущения должно быть, в частности, периодическое изменение расстояния между двумя свободно движущимися (то есть не испытывающими влияния никаких сил) пробными массами. Амплитудой h гравитационной волны является безразмерная величина — относительное изменение расстояния. Предсказываемые максимальные амплитуды гравитационных волн от астрофизических объектов (например, компактных двойных систем) и явлений (взрывов сверхновых, слияний нейтронных звёзд, захватов звёзд чёрными дырами и т. п.) при измерениях в Солнечной системе весьма малы (h=10−18—10−23). Слабая (линейная) гравитационная волна согласно общей теории относительности переносит энергию и импульс, двигается со скоростью света, является поперечной, квадрупольной и описывается двумя независимыми компонентами, расположенными под углом 45° друг к другу (имеет два направления поляризации).
Разные теории по-разному предсказывают скорость распространения гравитационных волн. В общей теории относительности она равна скорости света (в линейном приближении). В других теориях гравитации она может принимать любые значения, в том числе до бесконечности. По данным первой регистрации гравитационных волн их дисперсия оказалась совместимой с безмассовым гравитоном, а скорость оценена как равная скорости света. По результатам экспериментов LIGO пределы скорости гравитационных волн с вероятностью 90 % оцениваются от 0,55 до 1,42 скорости света.
Период гравитационных волн может составлять миллионы лет. Частота может изменяться в наногерцах.
За экспериментальное обнаружение гравитационных волн была присуждена Нобелевская премия по физике 2017 года.

## Генерация гравитационных волн

Система из двух нейтронных звёзд порождает рябь пространства-времени

Гравитационную волну излучает любая материя, движущаяся с асимметричным ускорением. Для возникновения волны существенной амплитуды необходимы чрезвычайно большая масса излучателя или/и огромные ускорения, амплитуда гравитационной волны прямо пропорциональна первой производной ускорения и массе генератора, то есть {\displaystyle \sim m{\frac {da}{dt}}}. Однако если некоторый объект движется ускоренно, то это означает, что на него действует некоторая сила со стороны другого объекта. В свою очередь, этот другой объект испытывает обратное действие (по третьему закону Ньютона), при этом оказывается, что m1a1 = − m2a2. Получается, что два объекта излучают гравитационные волны только в паре, причём в результате интерференции они взаимно гасятся почти полностью. Поэтому гравитационное излучение в общей теории относительности всегда носит по мультипольности характер как минимум квадрупольного излучения. Кроме того, для нерелятивистских излучателей в выражении для интенсивности излучения имеется малый параметр {\displaystyle \left({\frac {r_{g}r^{2}}{(cT)^{3}}}\right)^{2},} где {\displaystyle r_{g}} — гравитационный радиус излучателя, r — его характерный размер, T — характерный период движения, c — скорость света в вакууме.
Наиболее сильными источниками гравитационных волн являются:
- сталкивающиеся галактики (гигантские массы, очень небольшие ускорения),
- гравитационный коллапс двойной системы компактных объектов (колоссальные ускорения при довольно большой массе). Как частный и наиболее интересный случай — слияние нейтронных звёзд. У такой системы гравитационно-волновая светимость близка к максимально возможной в природе планковской светимости[13].

### Гравитационные волны, излучаемые системой двух тел

Два тела, движущиеся по круговым орбитам вокруг общего центра масс

Два гравитационно связанных тела с массами m1 и m2, движущиеся нерелятивистски {\displaystyle (v\ll c)} по круговым орбитам вокруг их общего центра масс (см. задача двух тел) на расстоянии r друг от друга, излучают гравитационные волны следующей мощности, в среднем за период:
{\displaystyle -{\frac {\it {d{\mathcal {E}}}}{\it {dt}}}={\frac {32\,G^{4}m_{1}^{2}m_{2}^{2}\left(m_{1}+m_{2}\right)}{5\,c^{5}r^{5}}},}
где G — гравитационная постоянная. Вследствие этого система теряет энергию, что приводит к сближению тел, то есть к уменьшению расстояния между ними. Скорость сближения тел:
{\displaystyle {\dot {r}}=-{\frac {64\,G^{3}m_{1}m_{2}\left(m_{1}+m_{2}\right)}{5\,c^{5}r^{3}}}.}
Для Солнечной системы, например, наибольшее гравитационное излучение производит подсистема Юпитера и его спутника Ио. Мощность этого излучения примерно 224 киловатт; мощность, излучаемая подсистемой Солнце — Юпитер составляет около 5 кВт, а мощность, излучаемая подсистемой Солнце — Земля, — около 200 Вт. Таким образом, энергия, теряемая Солнечной системой на гравитационное излучение за год, совершенно ничтожна по сравнению с характерной кинетической энергией тел. Частота излучаемых гравитационных волн равна удвоенной частоте обращения системы двух тел.

### Гравитационный коллапс двойной системы
Любая двойная звезда при орбитальном обращении её компонент вокруг общего центра масс теряет энергию за счёт излучения гравитационных волн и, в конце концов, сливается воедино. Но для обычных, некомпактных, двойных звёзд этот процесс занимает очень много времени, намного большее настоящего возраста Вселенной. Если же двойная компактная система состоит из пары нейтронных звёзд, чёрных дыр или их комбинации, то слияние может произойти за несколько миллионов лет. Сначала объекты сближаются, а их период обращения уменьшается. Затем на заключительном этапе происходит столкновение и несимметричный гравитационный коллапс. Этот процесс длится доли секунды, и за это время в гравитационное излучение уходит энергия, составляющая по некоторым оценкам более 50 % от массы системы.

## Основные точные решения уравнений Эйнштейна для гравитационных волн

### Объёмные волны Бонди —Пирани— Робинсона
Эти волны описываются метрикой вида
{\displaystyle ds^{2}=(dx^{0})^{2}-((dx^{1})^{2}+\alpha (dx^{2})^{2}+2\beta (dx^{2}dx^{3})+\gamma (dx^{3})^{2}).}
Если ввести переменную {\displaystyle u=x^{0}-x^{1}} и функцию {\displaystyle \lambda =\alpha \gamma -\beta ^{2}}, то из уравнений ОТО получим уравнение
{\displaystyle {\frac {d^{2}\lambda }{du^{2}}}-{\frac {1}{2}}{\frac {d\lambda }{du}}{\frac {d(\ln \lambda )}{du}}-{\frac {d\alpha }{du}}{\frac {d\gamma }{du}}-\left({\frac {d\beta }{du}}\right)^{2}=0.}

### Метрика Такено
имеет вид
{\displaystyle ds^{2}=(P+S)(dx^{0})^{2}-2Sdx^{0}dx^{1}-(P-S)(dx^{1})^{2}-\alpha (dx^{2})^{2}-2\beta (dx^{2}dx^{3})-\gamma (dx^{3})^{2},}
где {\displaystyle P,S} — функции, {\displaystyle \alpha ,\beta ,\gamma } удовлетворяют тому же уравнению.

### Метрика Розена
{\displaystyle ds^{2}=e^{2\mu }[(dx^{0})^{2}-(dx^{1})^{2}]-(u^{2})[e^{2\nu }(dx^{2})^{2}-e^{-2\nu }(dx^{3})^{2}],}
где {\displaystyle \mu ,\nu } удовлетворяют уравнению
{\displaystyle 2{\frac {d\mu }{du}}=u\left({\frac {d\nu }{du}}\right)^{2}.}

### Метрика Переса
{\displaystyle ds^{2}=(dx^{0})^{2}-(dx^{1})^{2}-2\varphi (dx^{0}+dx^{1})^{2}-(dx^{2})^{2}-(dx^{3})^{2},}
при этом {\displaystyle {\frac {\partial ^{2}\varphi }{\partial {x^{2}}\partial {x^{2}}}}+{\frac {\partial ^{2}\varphi }{\partial {x^{3}}\partial {x^{3}}}}=0.}

### Цилиндрические волны Эйнштейна — Розена
В цилиндрических координатах такие волны имеют вид
{\displaystyle ds^{2}=[(dx^{0})^{2}-dr^{2}]e^{2\gamma -2\psi }-(dz^{2})e^{2\psi }-r^{2}(d\varphi ^{2})e^{-2\psi }}
и выполняются
{\displaystyle {\frac {\partial ^{2}\psi }{\partial {x^{0}}^{2}}}-{\frac {1}{r}}{\frac {\partial \psi }{\partial {r}}}-{\frac {\partial ^{2}\psi }{\partial {r}^{2}}}=0,}
{\displaystyle {\frac {\partial \gamma }{\partial {r}}}=r\left[\left({\frac {\partial \psi }{\partial {r}}}\right)^{2}+\left({\frac {\partial \psi }{\partial {x^{0}}}}\right)^{2}\right],}
{\displaystyle {\frac {\partial \gamma }{\partial {x^{0}}}}=2r{\frac {\partial \psi }{\partial {r}}}{\frac {\partial \psi }{\partial {x^{0}}}}.}

## Регистрация гравитационных волн

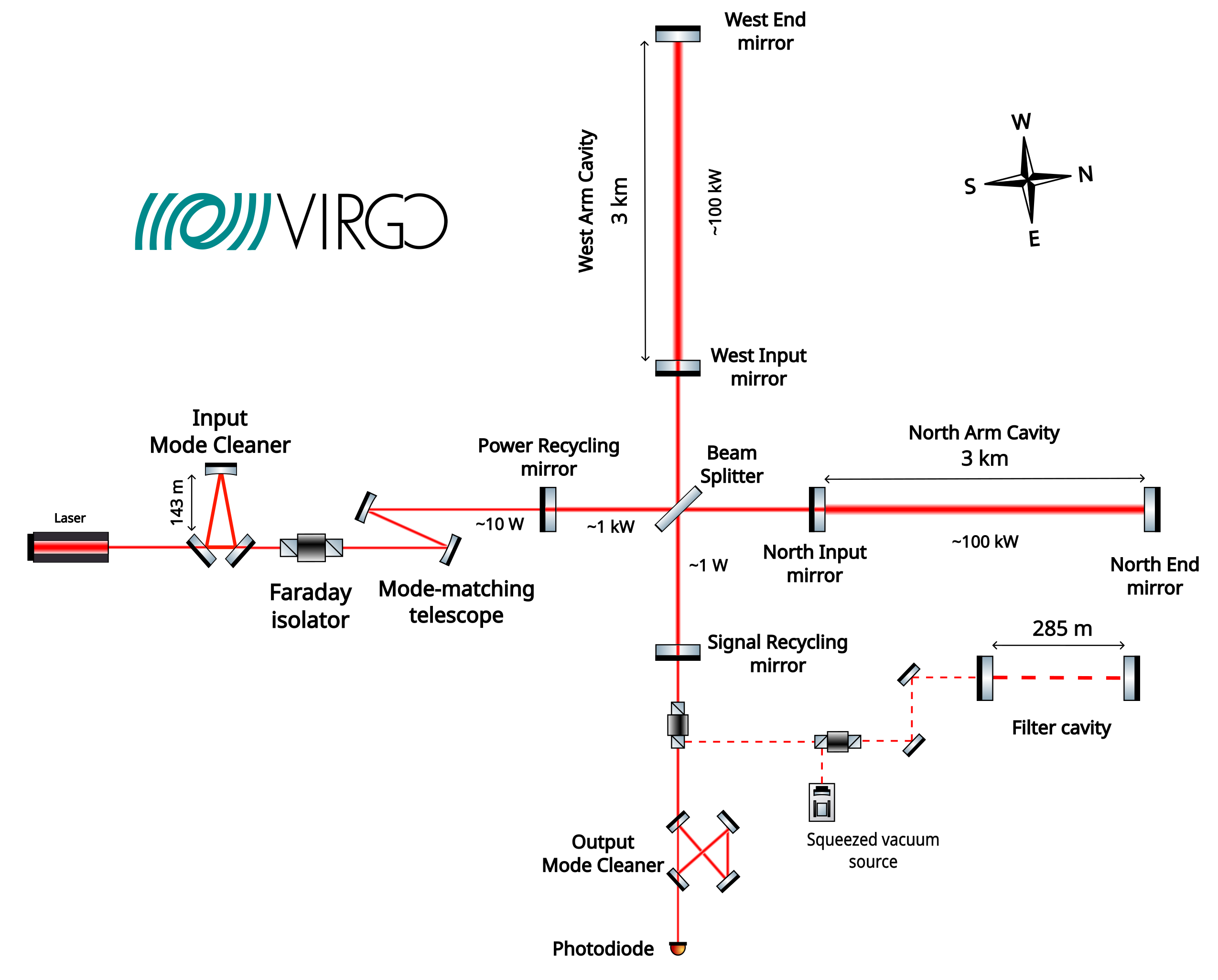
Оптическая конфигурация детектора гравитационных волн Virgo во время научного запуска O4 (2023—2024 гг.)

Регистрация гравитационных волн достаточно сложна ввиду их слабости (малого искажения метрики). Приборами для их регистрации являются детекторы гравитационных волн. Попытки обнаружения гравитационных волн предпринимаются с конца 1960-х годов. Гравитационные волны детектируемой амплитуды рождаются при коллапсе двойного пульсара. Подобные события происходят в окрестностях нашей галактики ориентировочно раз в десятилетие.
С другой стороны, общая теория относительности предсказывает ускорение взаимного вращения двойных звёзд из-за потери энергии на излучение гравитационных волн, и этот эффект надёжно зафиксирован в нескольких известных системах двойных компактных объектов (в частности, пульсаров с компактными компаньонами). В 1993 году «за открытие нового типа пульсаров, давшее новые возможности в изучении гравитации» открывателям первого двойного пульсара PSR B1913+16 Расселу Халсу и Джозефу Тейлору мл. была присуждена Нобелевская премия по физике. Ускорение вращения, наблюдаемое в этой системе, полностью совпадает с предсказаниями ОТО на излучение гравитационных волн. Такое же явление зафиксировано ещё в нескольких случаях: для пульсаров PSR J0737-3039, PSR J0437-4715, SDSS J065133.338+284423.37 (обычно сокращённо J0651) и системы двойных белых карликов RX J0806. Например, расстояние между двумя компонентами A и B первой двойной звезды из двух пульсаров PSR J0737-3039 уменьшается примерно на 2,5 дюйма (6,35 см) в день из-за потерь энергии на гравитационные волны, причём это происходит в согласии с ОТО. Все эти данные интерпретируются как непрямые подтверждения существования гравитационных волн.
По оценкам, наиболее сильными и достаточно частыми источниками гравитационных волн для гравитационных телескопов и антенн являются катастрофы, связанные с коллапсами двойных систем в ближайших галактиках. Ожидается, что в ближайшем будущем на усовершенствованных гравитационных детекторах будет регистрироваться несколько подобных событий в год, искажающих метрику в окрестности Земли на 10−21—10−23. Первые наблюдения сигнала оптико-метрического параметрического резонанса, позволяющего обнаружить воздействие гравитационных волн от периодических источников типа тесной двойной на излучение космических мазеров, возможно, были получены на радиоастрономической обсерватории РАН, Пущино.
Ещё одной возможностью детектирования фона гравитационных волн, заполняющих Вселенную, является высокоточный тайминг удалённых пульсаров — анализ времени прихода их импульсов, которое характерным образом изменяется под действием гравитационных волн, проходящих через пространство между Землёй и пульсаром. По оценкам на 2013 год, точность тайминга необходимо поднять примерно на один порядок, чтобы можно было задетектировать фоновые волны от множества источников в нашей Вселенной, и эта задача может быть решена до конца десятилетия.
Согласно современным представлениям, нашу Вселенную заполняют реликтовые гравитационные волны, появившиеся в первые моменты после Большого взрыва. Их регистрация позволит получить информацию о процессах в начале рождения Вселенной. В марте 2014 года в Гарвард-Смитсоновском центре астрофизики американской группой исследователей, работающей над проектом BICEP2, было объявлено о детектировании по поляризации реликтового излучения ненулевых тензорных возмущений в ранней Вселенной, что также является открытием этих реликтовых гравитационных волн. Однако почти сразу этот результат был оспорен, поскольку, как выяснилось, не был должным образом учтён вклад межзвёздной пыли. Один из авторов, Дж. М. Ковац (англ. Kovac J. M.), признал, что «с интерпретацией и освещением данных эксперимента BICEP2 участники эксперимента и научные журналисты немного поторопились».

## Интерференция гравитационных волн
Интерференция гравитационных волн — это явление, при котором когерентные гравитационные волны складываются в пространстве, рождая интерференционную картину с минимумами и максимумами гравитационной активности. Явление до сих пор (2025 г.) не наблюдалось.

### Экспериментальные подтверждения

#### Открытие
11 февраля 2016 года было объявлено об экспериментальном открытии гравитационных волн коллаборациями LIGO и VIRGO. Сигнал слияния двух чёрных дыр с амплитудой в максимуме около 10−21 был зарегистрирован 14 сентября 2015 года в 9:51 UTC двумя детекторами LIGO в Хэнфорде и Ливингстоне, во втором из них через 7 миллисекунд после первого. В области максимальной амплитуды сигнала (0,2 секунды) комбинированное отношение сигнал/шум составило 24:1. Сигнал был обозначен GW150914. Форма сигнала совпадает с предсказанием общей теории относительности для слияния двух чёрных дыр c массами 36 и 29 масс Солнца; возникшая чёрная дыра должна иметь массу 62 M⊙ и параметр вращения a = 0,67. Расстояние до источника около 1,3 миллиарда световых лет. Излучённая за десятые доли секунды в слиянии энергия — эквивалент около 3 солнечных масс.
Благодаря практически одновременному наблюдению гравитационно-волнового события GW170817 и электромагнитного сигнала GRB 170817A впервые установлены прямые ограничения на отклонение скорости гравитационных волн от скорости света. Если такое отклонение существует, оно лежит в пределах от −3×10−15 до +0,7×10−15, то есть совместимо с нулём в пределах погрешности.
За экспериментальное обнаружение гравитационных волн в 2017 году была присуждена Нобелевская премия по физике.

#### Дальнейшие наблюдения
Первый период наблюдения (сезон O1) — с 12 сентября 2015 по 19 января 2016. В это время действовал только детектор LIGO, и он обнаружил три гравитационных всплеска. После этого инструмент был остановлен для усовершенствования и повышения чувствительности.
Второй период наблюдения (сезон O2) — с 30 ноября 2016 по 25 августа 2017; к обновлённому американскому LIGO присоединился европейский детектор VIRGO (третий детектор на планете), при этом точность возросла почти в 10 раз).
Четвёртое наблюдение было сделано 14 августа 2017.
Всего за эти месяцы было обнаружено 8 событий, в том числе первое столкновение нейтронных звёзд.
Так, 17 августа 2017 один из двух детекторов LIGO зафиксировал небывало длинный — около 100 секунд — сигнал (позже выяснилось, что волну, искажённую шумами, увидел и второй детектор LIGO, а также и VIRGO); несколько секунд спустя мощную вспышку гамма-излучения заметили автоматические телескопы «Ферми» и «Интеграл». Благодаря такому богатому набору наблюдений удалось достаточно точно предсказать, где искать источник, и вскоре он был найден — столкновение двух нейтронных звезд (то есть килоновая) с массами 1,1 и 1,16 массы Солнца в 130 млн световых лет от нас, в созвездии Гидры.
После этого оба детектора были вновь остановлены для модернизации.
Третий период наблюдения (сезон O3) — с апреля 2019 года.
В ноябре 2020 подведены итоги периода O3a: с 1 апреля по 1 октября 2019 (зарегистрированных событий: 39, рекордное количество); данные сезона O3b (1 ноября 2019 года — 27 марта 2020) на этот момент ещё обрабатывались.
Оба детектора были остановлены на очередную модернизацию, что должно было сделать их ещё более чувствительными; планировалось, что они возобновят работу в 2021 году.
Обнаружено столкновение GW190412 (апрель 2020) — одна из чёрных дыр имела массу 29,7 массы Солнца, а другая — 8,4 M⊙ (это наименее массивная из всех обнаруженных на тот момент пар чёрных дыр); такое слияние также породило более продолжительный гравитационный сигнал.
Полученные данные, помимо прочего, были использованы, чтобы с исключительной строгостью проверить общую теорию относительности Эйнштейна.
Также планировалось обнаружить (проект BlackGEM) оптические проявления источников гравитационных волн, детектированных с помощью Virgo и LIGO.

## Научные перспективы

### Гравитационно-волновая астрономия
По мнению американского астрофизика Лоуренса Краусса, если в будущем удастся измерить сигнатуру инфляционных гравитационных волн, это позволит существенно приблизить исследования к моменту Большого Взрыва, а также проверить инфляционную модель Вселенной и разрешить другие насущные проблемы теоретической физики и космологии.

### Гравитонный лазер
Идея гравитонного лазера возникла в связи с появлением лазера и открытием гравитационных волн. Предполагается, что, в силу универсального принципа корпускулярно-волнового дуализма, существуют кванты гравитационного излучения гравитоны (со спином 2). Они, как и кванты электромагнитного излучения фотоны (со спином 1), являются бозонами. Следовательно, теоретически можно создать гравитонный лазер — устройство для гравитационного излучения, подобное лазеру для электромагнитного излучения. Предполагается, что в природе явление, подобное гравитонному лазеру, может существовать в окрестности чёрных дыр. В настоящее время из-за чрезвычайной малости гравитационной постоянной генерация вынужденного гравитационного излучения не осуществлена. Обсуждаются лишь гипотетические возможные конструкции гравитационного лазера.

### Связь на гравитационных волнах
Теоретически существует возможность использовать гравитационные волны для дальней беспроводной связи; этот принцип был запатентован советским учёным В. А. Буниным в 1972 году.
Идея создания установок для генерации и детектирования когерентных гравитационных волн в лабораторных условиях была выдвинута П. Н. Боголюбовым, А. Ф. Писаревым, Н. С. Шавохиной в 1981 году.
Генерацию когерентных гравитационных волн мощностью несколько эрг/с можно осуществить, пропуская сквозь цилиндр длиной 10 м и диаметром несколько сантиметров, наполненный замороженным водородом или азотом, лучи лазера мощностью в тысячи мегаватт, двух частот, с разностью между ними, равной частоте молекулярных колебаний водорода. Молекулы водорода, колеблющиеся под воздействием электромагнитного поля лазерного излучения, будут испускать когерентные гравитационные волны.
Для детектирования когерентных гравитационных волн можно использовать прозрачный диэлектрик, замороженный до температуры жидкого гелия, предварительно возбужденный лазерным излучением мощностью 1000 мегаватт. При прохождении сквозь него гравитационной волны электроны в молекулах диэлектрика одновременно перейдут в низшее состояние, излучая когерентное световое излучение с интенсивностью, позволяющей его регистрировать, с частотой, равной разности частот возбуждающего
гравитационного излучения и гравитационной волны.
Преимуществом гравитационно-волновой связи (устар.: гравиосвязи) по сравнению с радиосвязью является способность гравитационных волн проходить, почти не поглощаясь, сквозь любые вещества, тогда как электромагнитные волны сквозь электропроводящие среды (например, землю и морскую воду) практически не проникают.
Работы в этом направлении велись в лабораториях СССР и в других странах. Но на практике из-за трудностей генерации и детектирования гравитационных волн, вызванных крайней малостью гравитационных сил, гравитационно-волновую связь осуществить не удалось.
В настоящее время работы по генерации и детектированию гравитационных волн в лабораторных условиях находятся на теоретической стадии. Изучаются возможности излучения гравитационных волн электродинамическими системами.
Выдвинута гипотеза о возможности генерации высокочастотных гравитационных волн в конденсированной диэлектрической среде под действием интенсивного лазерного излучения и обратного процесса детектирования гравитационных волн этой средой путём преобразования гравитационного излучения в оптическое (повторение эксперимента Герца для гравитационных волн).
Гравитационно-волновая связь упоминается как атрибут техники далёкого будущего в ряде произведений научно-фантастической литературы (например, С. Снегов «Люди как боги», К. Булычёв «Похищение Тесея», С. Лукьяненко «Именем Земли» и др.).

### Коллапс планетных и галактических систем
По мнению американского астрофизика Брайана Грина излучение гравитационных волн при движении различных космических объектов действует подобно трению и в долгосрочной перспективе приводит к коллапсу космических систем, таких как планетарные системы звёзд и галактики.

## История
История самого термина «гравитационная волна», теоретического и экспериментального поиска этих волн, а также их использования для исследований явлений, недоступных иными методами.
- 1900 — Лоренц предположил, что гравитация «…может распространяться со скоростью, не большей скорости света»[50];
- 1905 — Пуанкаре впервые ввёл термин гравитационная волна (фр. onde gravifique). Пуанкаре на качественном уровне снял устоявшиеся возражения Лапласа[51] и показал, что связанные с гравитационными волнами поправки к общепринятым законам тяготения Ньютона порядка {\displaystyle v/c} сокращаются, таким образом, предположение о существовании гравитационных волн не противоречит наблюдениям[52];
- 1916 — Эйнштейн показал, что в рамках ОТО механическая система будет передавать энергию гравитационным волнам и, грубо говоря, любое вращение относительно неподвижных звёзд должно рано или поздно остановиться, хотя, конечно, в обычных условиях потери энергии порядка {\displaystyle 1/c^{4}} ничтожны и практически не поддаются измерению (в этой работе он ещё ошибочно полагал, что механическая система, постоянно сохраняющая сферическую симметрию, может излучать гравитационные волны)[53];
- 1918 — Эйнштейн вывел квадрупольную формулу[54], в которой излучение гравитационных волн оказывается эффектом порядка {\displaystyle 1/c^{5}}, тем самым исправив ошибку в своей предыдущей работе (осталась ошибка в коэффициенте, энергия волны в 2 раза меньше[55]);
- 1923 — Эддингтон — поставил под сомнение физическую реальность гравитационных волн «…распространяются… со скоростью мысли». В 1934 году, при подготовке русского перевода своей монографии «Теория относительности», Эддингтон добавил несколько глав, включая главы с двумя вариантами расчётов потерь энергии вращающимся стержнем, но отметил, что использованные методы приближенных расчётов ОТО, по его мнению, неприменимы к гравитационно связанным системам, поэтому сомнения остаются[56];
- 1937 — Эйнштейн совместно с Розеном исследовал цилиндрические волновые решения точных уравнений гравитационного поля. В ходе этих исследований у них возникли сомнения, что гравитационные волны, возможно, являются артефактом приближенных решений уравнений ОТО (известна переписка относительно рецензии на статью Эйнштейна и Розена «Существуют ли гравитационные волны?»[57][58][59]). Позднее он нашёл ошибку в рассуждениях, окончательный вариант статьи с фундаментальными правками был опубликован уже в «Journal of the Franklin Institute»[60];
- 1957 — Герман Бонди и Ричард Фейнман предложили мысленный эксперимент «трость с бусинками» в котором обосновали существование физических последствий гравитационных волн в ОТОЗатем это письмо описывает фейнмановский детектор гравитационных волн: это просто две бусинки, свободно скользящие (но с малым трением) по твёрдому стержню. Когда волны проходят через стержень, атомные силы оставляют длину стержня фиксированной, но соответствующее расстояние между двумя бусинками осциллирует. Таким образом, две бусинки трут стержень, выделяя в результате тепло.[61][62]
- 1962 — Владислав Пустовойт и Михаил Герценштейн описали принципы использования интерферометров для обнаружения длинноволновых гравитационных волн[63][64];
- 1964 — Филип Петерс и Джон Мэтью[англ.] теоретически описали гравитационные волны, излучаемые двойными системами[10][65];
- 1969 — Джозеф Вебер, основатель гравитационно-волновой астрономии, сообщает об обнаружении гравитационных волн с помощью резонансного детектора — механической гравитационной антенны[66][67]. Эти сообщения порождают бурный рост работ в этом направлении во многих странах. В частности, Райнер Вайсс, один из основателей проекта LIGO, начал эксперименты в то время. Ни один из тогдашних опытов, однако, не подтвердил сообщение Вебера.
- 1978 — Джозеф Тейлор сообщил об обнаружении гравитационного излучения в двойной системе пульсара PSR B1913+16[68]. Исследования Джозефа Тейлора и Рассела Халса заслужили Нобелевскую премию по физике за 1993 год. На начало 2015 года три пост-кеплеровских параметра, включающих уменьшение периода вследствие излучения гравитационных волн, было измерено, как минимум, для 8 подобных систем[69];
- 2002 — Сергей Копейкин и Эдвард Фомалонт[англ.] произвели с помощью радиоволновой интерферометрии со сверхдлинной базой измерения отклонения света в гравитационном поле Юпитера в динамике, что для некоторого класса гипотетических расширений ОТО позволяет оценить скорость гравитации — отличие от скорости света не должно превышать 20 %[70][71][72] (данная трактовка не общепринята[73]);
- 2006 — международная команда Марты Бургей[англ.] (Обсерватория Паркса, Австралия) сообщила о существенно более точных подтверждениях ОТО и соответствия ей величины излучения гравитационных волн в системе двух пульсаров PSR J0737-3039A/B[74];
- 2014 — астрономы Гарвард-Смитсоновского центра астрофизики (эксперимент BICEP2) сообщили об обнаружении первичных гравитационных волн при измерениях флуктуаций реликтового излучения[75][76]. Впоследствии было признано, что обнаруженные флуктуации не имеют реликтового происхождения, а объясняются излучением пыли в Галактике[75];
- 2016 — международная коллаборация LIGO сообщила об обнаружении события прохождения гравитационных волн GW150914. Впервые сообщено о прямом наблюдении взаимодействующих массивных тел в сверхсильных гравитационных полях со сверхвысокими относительными скоростями {\displaystyle (v/c>0,5),} что позволило проверить корректность ОТО с точностью до нескольких постньютоновских членов высоких порядков. Измеренная дисперсия гравитационных волн не противоречит сделанным ранее измерениям дисперсии и верхней границы массы гипотетического гравитона (< 1,2 × 10−22 эВ), если он в некотором гипотетическом расширении ОТО будет существовать[20][25].
- 2017 — впервые зарегистрирован гравитационно-волновой всплеск сопровождаемый электромагнитным излучением, произошедший в результате слияния двух нейтронных звёзд (GW170817).
- 2019 — впервые зарегистрирован гравитационно-волновой всплеск, произошедший в результате слияния нейтронной звезды и чёрной дыры (S190426c).